# Televisietoren van Jekaterinenburg
De televisietoren van Jekaterinenburg (Russisch: Екатеринбу́ргская телеба́шня) was een onvoltooide televisiezendmast in de Russische stad Jekaterinenburg. De hoogte van het bouwwerk bedroeg 220 meter. De toren werd gesloopt in maart 2018.

## Geschiedenis

### Bouw
De bouw van de toren werd gestart in 1984. Volgens de oorspronkelijke plannen had hij 361 meter hoog moeten worden: een betonnen gedeelte van 220 meter en een tv-mast van 141 meter, die uitzendingen voor de hele oblast Sverdlovsk zou moeten gaan verzorgen. In de top zou op 188 meter hoogte een restaurant (naar voorbeeld van restaurant 'Zevende Hemel' in de Ostankino-toren) en een observatorium met een draaiend platform komen. De toren werd gebouwd naar voorbeeld van de Ostankino-televisietoren in Moskou en had hetzelfde ontwerp als de tv-torens van Vilnius en Talinn. De toren kreeg net als de meeste televisietorens een staal-betonconstructie. De plek werd strategisch gekozen op de uiterwaarden van de Iset op het kruispunt van de dam in de Iset (het Historisch Plein; Istoritsjeski skver) met de as naar het oude treinstation van Jekaterinenburg.
In 1985 werden de fundamenten gelegd. Het betonnen skelet van de toren mat na de werkzaamheden 231,7 meter vanaf het maaiveld ofwel 220 meter boven zeeniveau. De werkzaamheden werden in 1989 steeds vaker stilgelegd, toen de financiële problemen bij de overheid begonnen, die uiteindelijk mede leidden tot de val van de Sovjet-Unie. Daarmee verdwenen in 1991 de financiële middelen en werd de bouw gestaakt op 220 meter. Er zijn sindsdien (in de jaren 2000) alleen nog rode lichten gemonteerd in de top om het object beter te kunnen markeren voor het vliegverkeer.

### Plannen voor de toren
Het bouwwerk bestond alleen uit een betonnen omhulsel, met daarbinnen een stalen frame. De toren was makkelijk te beklimmen en werd alleen gebruikt door bijvoorbeeld basejumpers (vanaf de jaren 2000) en lokale bewoners. Er hebben verschillende mensen zelfmoord gepleegd van de toren: Volgens officiële cijfers 3 mensen in 2005 alleen, volgens onofficiële cijfers in totaal meer dan 2 dozijn mensen. Vervolgens werden alle ingangen geblokkeerd en werd de roestige trap aan buitenzijde afgezaagd om te voorkomen dat nog meer mensen naar boven zouden klimmen.
Ondanks dat de toren niet voltooid was, bleef het wel het hoogste gebouw van de stad. Hoger dan de wolkenkrabbers Iset (2016, 206,5 meter) en de Vysotski (2010, 188,3 meter). Volgens deskundigen was de toren voor 47% voltooid, maar de reeds voltooide constructie in de loop der jaren ook voor 25% verslechterd.
Begin 21e eeuw werd gewerkt aan het vinden van een nieuwe bestemming. Het probleem was echter dat weinig bedrijven voor de hoge kosten wilden opdraaien, omdat na de realisatie de toren in handen van de overheid moet blijven. President Poetin gaf opdracht om de toren af te bouwen. Gouverneur Rossel kondigde in maart 2007 aan dat zijn partij Verenigd Rusland ervoor wilde gaan zorgen dat de toren zou worden gebouwd voor de bijeenkomst van de Shanghai-samenwerkingsorganisatie in Jekaterinenburg in 2008. In mei 2007 wist het investeringsbedrijf SElTechKom (СЭлТехКом), een dochterbedrijf van Gazprom, de opdracht voor de bouw binnen te slepen. Volgens het contract moest de toren echter binnen 3,5 jaar in gebruik worden genomen. De kosten voor het hele tv-complex werden begroot op 1,8 miljard roebel (ongeveer 51,5 miljoen euro), waarvan 472 miljoen roebel (13,5 miljoen euro) voor de toren. De economische crisis van 2008 gooide echter roet in het eten. In 2012 verordonneerde premier Medvedev dat de toren diende te worden overgedragen aan het oblastbestuur. Het jaar erop werd een ontwerpwedstrijd uitgeschreven voor de herbouw van de toren met een recreatiegebied eromheen, maar tot uitvoering kwam het niet. In 2016 werd besloten om de toren voorlopig te behouden tot aan het WK voetbal van 2018. Ook werden plannen gepresenteerd om de toren te verkopen aan een ontwikkelaar. 

### Sloop
In de lente van 2017 werd de grond waarop de toren stond verkocht aan het metallurgisch bedrijf UGMK, die er een ijscomplex voor 15.000 bezoekers wilde realiseren. Aanvankelijk werd gedacht dat daarbij de toren behouden kon blijven, maar al snel kondigde UGMK aan de toren te willen slopen. Gouverneur Jevgeni Koejbasjev bekrachtigde daarop het vonnis.
De sloop werd uitgevoerd door een explosievenbedrijf uit Magnitogorsk. Voorzichtigheid was geboden omdat de toren zich nabij een tektonische breuk bevond en het verkeerd opblazen lokaal een aardbeving zou kunnen veroorzaken. Bovendien bevinden zich in de directe omtrek veel grote gebouwen. In januari 2018 begonnen de voorbereidingen voor het opblazen van de toren.
De sloop van de toren zorgde vooraf voor veel protest, waaronder van de voormalige gouverneur van de oblast Eduard Rossel, rock-muzikant Vjatsjeslav Boetoesov, de voormalige stadsbouwmeester Michail Vjatkin, de Unie van Architecten van (de oblast) Sverdlovsk en een aantal gedeputeerden van de Doema van Jekaterinenburg. Demonstraties tegen de sloop vonden plaats op 26 januari en 10 februari en er werd een handtekeningenactie gehouden tegen de sloop om aan te bieden aan president Poetin. De sloop werd daarop uitgesteld tot na de presidentsverkiezingen van 18 maart. De Sverdlovskse dienst voor cultureel erfgoed probeerde nog om de toren op de monumentenlijst te krijgen, maar ook dit bleek tevergeefs. Op 22 maart werd een sit-in georganiseerd, waarbij naast ongeveer 2000 mensen ook burgemeester Jevgeni Rojzman bij aanwezig was. Op 23 maart braken 11 activisten door de beveiliging en wisten naar de top te klimmen, waar ze de vlag van Rusland uithingen, waarna een activist met een parachute er vanaf sprong. De rest wilde blijven zitten tot de sloop werd afgeblazen, maar de kou en honger dreef hen na 9 uur naar beneden, waar hen een boete van 500 roebel wachtte wegens 'klein hooliganisme'.
De uiteindelijke sloop vond plaats op 24 maart 2018. Hiervoor werden direct omwonenden geëvacueerd en omringende metrostations worden gesloten. De toren werd in twee delen opgeblazen: eerst door een explosie op 70 meter, gevolgd door een explosie op 10 meter. Om de kans op schade te voorkomen was een aarden bed aangelegd op de locatie waar de toren moest neerkomen, waar de toren ook op neerviel. 

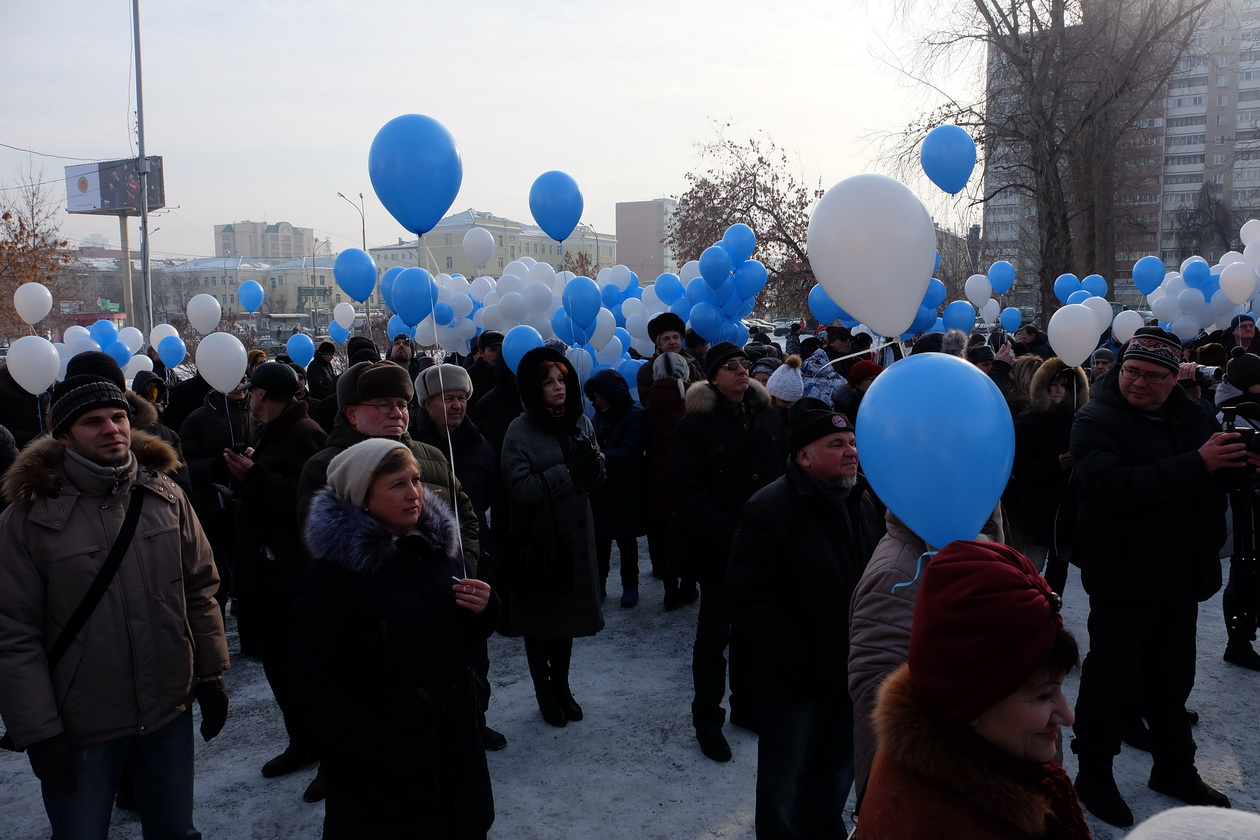
Protest tegen de sloop op 10 februari 2018
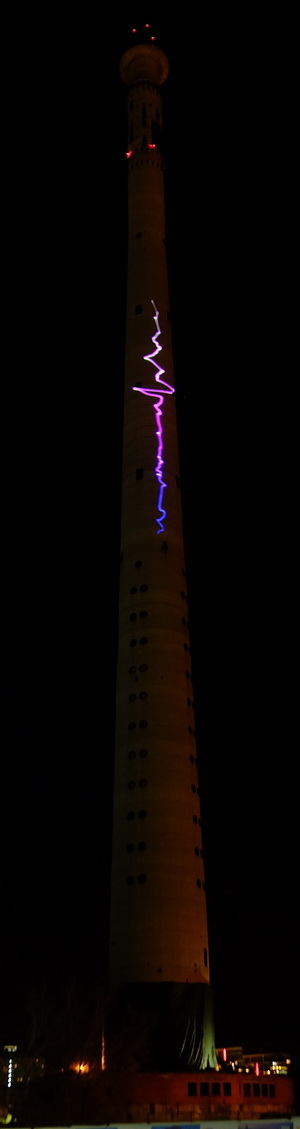
Laserprojecties op de toren door activisten tegen de sloop
- Beelden van het opblazen van de toren op 24 maart 2018